# Woodruff (Arizona)
Woodruff è una comunità non incorporata degli Stati Uniti d'America, situato nello stato dell'Arizona, nella contea di Navajo.